# Francisco de Zamora
Francisco de Zamora Peinado (Villanueva de la Jara, província de Conca, 25 juliol 1757 - 1812) fou un magistrat, escriptor i viatger espanyol de la Il·lustració.

## Biografia
Després d'estudiar lleis, va emprendre la carrera judicial, i el 1784, als 28 anys, ja era alcalde del crimen (un dels títols que tenien els magistrats en aquell moment) a l'Audiència de Barcelona. Més tard va ser oïdor, també a Barcelona, moment en què, del tot inserit en els moviments il·lustrats catalans, va convèncer el matemàtic Manuel Poy i Comes que publiqués la seva obra Llave aritmética y algebrayca, que va veure la llum el 1790 a Barcelona, a la impremta de Francesc Surià.
El 1791 obtingué la plaça de fiscal de la Sala de Corte de Madrid, i el 1795 ingressà com a membre en el Consejo de Castilla. Era una carrera brillant, com ho era també la seva trajectòria com a intel·lectual il·lustrat. Tanmateix, va veure aturada la seva ascensió per diversos plets, en part buscats pels enemics de la il·lustració. Una herència familiar i els deutes que havia anat creant van posar fi a la seva carrera: el 1799 perdia els seus càrrecs i era empresonat en el Castell de Pamplona.
Va deixar escrits diversos diaris, manuscrits, on reflecteix els seus viatges per Andalusia, el Marroc i Catalunya. Les dades recollides en aquests diaris són moltes. A més, l'any 1789 va enviar un qüestionari amb 143 preguntes a tots els municipis de Catalunya. A la seva mort, els seus diaris foren utilitzats per un altre destacat viatger de l'època, Antonio Ponz.